# توماس انگه
توماس آنگه ((به انگلیسی: Tomáš Enge) تلفظ چکی: [ˈtoma:ʃ ˈɛŋɡɛ]) (زادهٔ ۱۱ سپتامبر ۱۹۷۶ در لیبرتس) رانندهٔ حرفه‌ای سابق مسابقات اتومبیل‌رانی اهل جمهوری چک است که در کلاس‌های زیادی از ورزش‌های موتوری، ازجمله سه مسابقه در فرمول یک، شرکت کرده‌است. او به‌علت ارتکاب جرائم وابسته به مواد مخدر، دو بار از فعالیت حرفه‌ای خود محروم شده‌است.

## نتایج کامل در فرمول یک
(کلید) (مسابقه‌هایی که به‌صورت پررنگ نوشته شده‌اند، نشانگر پول پوزیشن هستند)
| سال  | تیم        | شاسی         | موتور     | ۱        | ۲     | ۳     | ۴          | ۵       | ۶     | ۷      | ۸      | ۹     | ۱۰     | ۱۱       | ۱۲    | ۱۳       | ۱۴    | ۱۵         | ۱۶              | ۱۷      | قهرمانی رانندگان | امتیاز |
| ---- | ---------- | ------------ | --------- | -------- | ----- | ----- | ---------- | ------- | ----- | ------ | ------ | ----- | ------ | -------- | ----- | -------- | ----- | ---------- | --------------- | ------- | ---------------- | ------ |
| ۲۰۰۱ | پروست ایسر | پروست ای‌پی۰۴ | ایسر وی۱۰ | استرالیا | مالزی | برزیل | سان مارینو | اسپانیا | اتریش | موناکو | کانادا | اروپا | فرانسه | بریتانیا | آلمان | مجارستان | بلژیک | ایتالیا ۱۲ | ایالات متحده ۱۴ | ژاپن ب. | بیست‌وچهارم       | ۰      |